# PubPeer
PubPeer是一个允许用户在发表后讨论和审查科学研究的网站，即发表后的同行评审，名稱是結合public（大眾）和Peer review（同行評審），屬於出版後查證的網站，使用者以研究所學生及年輕的研究員為主，但因為允許匿名評論，也被質疑其公信力有問題。
该网站已经成为一个举报平台，因为它强调了几篇引人注目的论文的缺点，曾导致了撤回和科学欺诈指控，如Retraction Watch一样所被人闻名。 与大多数平台相反，它允许对发表后的文章进行匿名评论，这是一个有争议的特点，亦是其成功的主要因素。因此，不少作者指控PubPeer的一些用户存在诽谤的行为。

## 歷史
PubPeer在2012年10月成立，2015年10月起改為匿名運作，運作者分別是法國國家科學研究中心的神經科學家Brandon Stell，另外二人的用户名分別是George Smith及Richard Smith。

## 簡介
有些網站和PubPeer的性質類似，都是讓學術研究者可以進行出版後的同行評審。PubPeer強調一些高调论文的缺點，指控研究者進行科研造假，甚至會讓發表論文被撤銷。在Retraction Watch blog中也曾提到PubPeer的特點。
PubPeer中討論的问题多半是論文中捏造或是變造資料，或是有抄襲他人論文的情形。像日本學者小保方晴子在2014年春天於《自然》期刊上發表了世界首例有效製作STAP細胞的論文，在2014年1月29日論文發表後就在PubPeer有許多的議論，幾天後就被人指出有數據異常的问题。
申請PubPeer的帳號，需要有PubMed期刊資料庫的帳號才能在PubPeer上进行註冊（即PubMed資料庫收錄期刊的第一作者或是通訊作者才能申請帳號），但平台上的發言采用匿名方式進行。
部分PubPeer用戶曾被指控诽谤，有些已和解，PubPeer的評論只能可公開驗證的事實。

## 外部連結
- 官方网站